# Real Força Policial de São Vicente e Granadinas
A Real Força Policial de São Vicente e Granadinas (em inglês: Royal Saint Vincent and the Grenadines Police Force) é a força policial de São Vicente e Granadinas.
Sendo a única força de segurança pública no país, inclui uma guarda costeira e uma pequena unidade de serviços especiais com treino paramilitar; no total, é composta por um efectivo de 691 elementos, incluindo 57 no combate a incêndios, 74 na guarda costeira e 20 cadetes.